# 5.11 Tactical
5.11 Tactical (pronunciado "five eleven tactical", traducido al español como "cinco once táctico") es una marca estadounidense de ropa, calzado, uniformes y equipos tácticos dirigidos principalmente al mercado del militar, policial y de seguridad pública, además de actividades al aire libre. La empresa tiene su sede en Irvine, California, y también opera una cadena de tiendas minoristas, con 96 ubicaciones en julio de 2022.

## Historia
5.11 comenzó en Modesto, California, como una línea de ropa creada por el escalador Royal Robbins . Al alcanzar la cima durante una escalada en el Parque Nacional Yosemite, Robbins notó que los pantalones que llevaba no eran adecuados para escalar y que necesitaba diseñar algo más duradero y con mejor funcionalidad, por lo que, Robbins junto a su esposa Liz, que eran propietarios de una empresa de botas y ropa llamada Royal Robbins LLC, comenzaron a fabricar pantalones especiales para la actividad, en 1968, nombrando el modelo como "5.11" el cual contaba con bolsillos en su diseño, correa, además de presentar barra de marca registrada .  El nombre "5.11" refiere al nivel más alto de dificultad de escalada en roca que figuraba en el Sistema Decimal de Yosemite, desarrollado por Robbins en la década de 1950.
Robbins vendió una participación del 51% de su empresa, Royal Robbins Clothing, a Dan Costa en 1999, ya que Costa notaría que los pantalones "5.11" estaban siendo populares en la Academia del FBI en Quantico, Virginia. Posteriormente en 2002 Costa compró toda la empresa y la terminó vendiendo de vuelta a Robbins en 2003, pero manteniendo los derechos de 5.11 de la que creó una empresa completamente nueva bautizada como 5.11 Tactical. En asociación con el FBI, Dan Costa y su compañero Francisco Morales comenzaron a crear prendas tácticas adicionales y a mejorar la línea de productos existente.
En 2006, 5.11 Tactical logró ocupar el puesto 211° de las 500 empresas con más rápido crecimiento en el país (Estados Unidos), en la lista de la revista Inc. En 2007, TA Associates, una firma de capital privado de Boston, compró una participación mayoritaria en 5.11 Tactical por 305 millones de dólares.
En 2012, 5.11 Tactical compró la marca de ropa Beyond Clothing LLC, dirigida a actividades de exteriores, con sede en Seattle, por un monto no revelado. Durante el Día de los Inocentes de ese mismo año dio como resultado la producción de la falda escocesa contemporánea como una broma por parte de la empresa. Es también durante ese año, 2012, la compañía anuncia el traslado de los trabajos de desarrollo a Irvine, California, delegando algunas funciones en Modesto.
En 2014, la compañía se expandió al comercio minorista y abrió ubicaciones piloto en Riverside y Las Vegas, y los dos años siguientes abrió tiendas en California, Colorado, Texas, Florida, Utah y Australia.
En 2016, la empresa fue adquirida por Compass Diversified Holdings por 401 millones de dólares.

## Tiendas minoristas
En la actualidad 5.11 Tactical opera una cadena de más de al menos 100 tiendas minoristas en varios estados de los Estados Unidos, así como sucursales en diferentes países como Alemania, Australia, México, Baréin, China continental, Taiwán, Indonesia, Irlanda, Japón, Filipinas en y Finlandia. La empresa en desarrollo de ampliar su listado de sucursales en diferente países.

## En la cultura popular
5.11 Tactical a pesar de fabricar ropa, guantes, botas, fundas, cuchillos, linternas, eslingas y mochilas con intenciones de uso policial, aun así es popular entre tiradores civiles y contratistas militares privados, incluyendo el uso por parte de civiles para vestimenta casual.[cita requerida]
La actriz Jennifer Garner y sus compañeros de reparto usaron relojes 5.11 en la película de 2007 The Kingdom. 
5.11 es el portaplacas oficial de los CrossFit Games .[cita requerida]
Los productos 5.11 aparecen en varios videojuegos de Ubisoft, incluidos Tom Clancy's Ghost Recon Wildlands, Far Cry 5, Tom Clancy's The Division 2, y Tom Clancy's Ghost Recon Breakpoint.
En el episodio " La verdad suena " de la segunda temporada de la serie Barry de HBO, se ve a Monroe Fuches (interpretado por Stephen Root ) usando una mochila 5.11.